# Abraham Verhoeff
Abraham Verhoeff (Rotterdam, 16 oktober 1925 - Utrecht, 11 september 2015) was een Nederlands hoogleraar aan de Universiteit Utrecht in de Engelse letterkunde, in het bijzonder van de nieuwere tijd.

## Leven en werk
Verhoeff heeft na het behalen van het diploma Gymnasium alpha Engels aan de Gemeentelijke Universiteit van Amsterdam gestudeerd. 
Hij promoveerde op 16 december 1966 bij dr. Seyon Betsky op de dissertatie The practice of criticism. A comparative analysis of W.B. Yeats’s “Among school children”.
Voor hij hoogleraar werd, was hij vanaf 1968 werkzaam als lector nieuwere Engelse letterkunde aan de Rijksuniversiteit Utrecht. Vanaf 1959 was hij aldaar werkzaam geweest als wetenschappelijk medewerker, en samen met zijn broer, P.J. Verhoeff, was hij medeverantwoordelijk voor de aldaar opgezette studierichting Engels. Zijn literatuuropvattingen lagen in lijn met, en waren sterk beïnvloed door, die van de Scrutiny-groep, en met name van de Engelse literatuurcriticus F.R. Leavis.
Op 30 juni 1971 werd Verhoeff benoemd tot hoogleraar, ingaande 1 augustus van dat jaar, bij de vakgroep Engelse taal. Op 1 september 1987 ging hij met vervroegd emeritaat. Van 1976 tot 1980 was hij de Rector Magnificus van de Rijksuniversiteit Utrecht.
Verhoeff was gehuwd en had twee dochters. 